# Intention-to-treat-Analyse
Die Intention-to-treat-Analyse ist ein Verfahren der medizinischen Statistik, das ein bestimmtes Datenauswertungsprinzip bezeichnet (in deutschsprachigen medizinischen Fachzeitschriften häufig verkürzt auch als intention-to-treat bezeichnet).
Es handelt sich dabei um ein Analyseprinzip von Daten, die in kontrollierten, randomisierten klinischen Studien erhoben werden. In der Regel wird in diesen Studien bei einer bestimmten Therapie ein Wirksamkeitsvergleich zwischen Wirkstoff (Verum) und Placebo bzw. Intervention und Scheinbehandlung durchgeführt.
Dabei werden alle Patienten, die am Anfang der Studie in die Verum-Gruppe oder die Placebo-Gruppe aufgenommen wurden, am Ende auch in der Ergebnisauswertung berücksichtigt. Auch die Daten der Patienten, die während der laufenden Studie ausscheiden – beispielsweise auf Wunsch des Patienten oder weil die Notwendigkeit einer anderen Therapie gegeben war – und die Studienbehandlung daher nicht bis zum geplanten Studienende mitmachen oder die die Behandlungsgruppe aus irgendeinem Grunde gewechselt haben, müssen in die Auswertung aufgenommen werden und dabei in der Gruppe ausgewertet werden, die ihnen zugeteilt wurde.
Dieses Auswertungsprinzip erscheint häufig zunächst etwas unlogisch, entspricht aber am ehesten den Verhältnissen in der täglichen Praxis. Häufig kommt es beispielsweise zum versehentlichen oder absichtlichen Weglassen von verschriebenen Medikamenten.
Würden hingegen Patienten aus den Daten herausgenommen, die ein Medikament beispielsweise deshalb nicht einnehmen, weil ihre Erwartungen daran nicht erfüllt wurden oder sie dazu nicht mehr in der Lage sind, würde das Studienergebnis verfälscht werden. Es müssen in jedem Einzelfall immer die Gründe geprüft werden, die dazu geführt haben, dass der entsprechende Patient aus der Studie ausgeschieden ist. Insbesondere bei Todesfällen stellt sich die Frage, ob der Tod nicht mit der verabreichten Therapie in Verbindung stehen könnte. Zweifelsfälle sind als Therapieversager zu werten.
Oder an einem anderen Beispiel erläutert: eine klinische Studie will zwei verschiedene Diäten vergleichen (Diät A und Diät B). Beide Diäten haben eine Gewichtsabnahme zum Ziel. Dazu werden die Studienteilnehmer in zwei Gruppen („Studienarm A“ und „Studienarm B“) unterteilt, die jeweils Diät A oder B erhalten. Diät A ist effektiv, während Diät B überwiegend nicht den erwünschten Effekt hat, was aber beides bei Beginn der Studie nicht bekannt ist. Im Verlauf der Studie werden überwiegend diejenigen Studienteilnehmer die Studie verlassen, bei denen die erwünschte Wirkung (Gewichtsverlust) ausbleibt. Dadurch erscheinen die Ergebnisse in beiden Studienarmen besser als sie eigentlich wirklich sind, weil vor allem die Studienteilnehmer übrig bleiben, bei denen die Diät gewirkt hat. Diese Verzerrung gilt in wesentlich größerem Maße für den Studienarm B, weil dort besonders viele Studienteilnehmer die Studie verlassen. Der Unterschied in der Effektivität zwischen Diät A und Diät B wird damit kleiner erscheinen, als er tatsächlich ist.
Intention-to-treat bedeutet also, dass die Daten aller Patienten, die man vorher beabsichtigte (intention) zu behandeln (to treat), nachher auch ausgewertet werden müssen. Dies geschieht unabhängig davon, ob die Behandlung auch tatsächlich in der geplanten Form (per protocol) durchgeführt wurde.
Das Gegenteil zu diesem Verfahren ist die Per-Protokoll-Analyse, bei der lediglich die Daten derjenigen Patienten ausgewertet werden, die sich prüfplankonform verhalten haben (im engeren Sinne also tatsächlich mit der im Prüfprotokoll vorgesehenen Intervention bzw. Medikation behandelt wurden). Eine Unterart der Per-Protocol-Analyse ist die As-treated-Analyse. Hierbei werden die Daten all jener Probanden ausgewertet, die die im Rahmen der Studie zu prüfende Intervention bzw. Medikation erhalten haben, unabhängig davon, welcher Studiengruppe sie ursprünglich zugeordnet waren.